# Isaac B. Grainger
Isaac B. Grainger (15 januari 1895 - 12 oktober 1999) was een Amerikaanse golfer en bankier.  Hij werd Ike genoemd en werkte als vrijwilliger voor de Amerikaanse Golf Federatie (USGA). In 1988 werd Grainger daarvoor  onderscheiden met de Bob Jones Award.

## Golf
Ike Grainger werd lid van de Metropolitan Golf Association in 1941. Later was hij secretaris en vicevoorzitter van de USGA. Hij bekleedde ook de volgende functies:
- 1948-1953: regelcommissie USGA
- 1954-1955: voorzitter van de USGA
- 1965-1982: vicevoorzitter regelcommissie van de Masters

Voorzitter USGA
In 1954 mocht hij als nieuwe voorzitter van de USGA aan Arnold Palmer de US Amateur Cup uitreiken. In 1955 werd hij als voorzitter herkozen, maar zijn belangstelling ging meer uit naar de golfregels.  
Referee
Vanaf het voorjaar van 1951 hield hij zich bezig met het uniform maken van de Amerikaanse USGA en Europese R&A regels. In eerste instantie ging het over de toegestane maat en gewicht van de golfbal, in de Verenigde Staten werd met een iets grotere bal gespeeld (minimale doorsnee 1.680 inches)  en de Europese bal (min. doorsnee 1.620 inches) mocht uiteindelijk niet meer gebruikt worden. Bovendien accepteerde de R&A 15 jaar lang niet het nieuwe model putter uit de Verenigde Staten.
Ook moesten de straffen uniform gemaakt worden.
Als referee maakte Grainger gedenkwaardige voorvallen mee:
- In 1946 was hij referee tijdens het US Open op de Canterbury Golf Club. Samen met  Dick Tufts zag hij hoe de caddie van Byron Nelson per ongeluk, terwijl hij onder een touw doorging, de bal van zijn baas bewoog. Dit kostte een strafslag. Grainger en Tufts vergaten beiden dit aan Nelson te melden, en deden dat pas in de tent waar de scorekaart ingeleverd werd. Door die strafslag miste Nelson de play-off. Tijdens een lunch op de Masters veertig jaar later bood Grainger zijn excuses aan, waarop Nelson zei dat het zijn eigen schuld was dat hij niet gewonnen had.
- In 1947 was hij referee tijdens de play-off tussen Sam Snead en Lew Wordham. Op hole 18 moest hij beslissen wie er verder van de hole lag en dus eerst moest putten. Snead moest eerst en miste, Worsham maakte zijn putt en won het Open.
- In 1955 was hij referee tijdens het US Open op de Olympic Club in San Francisco, toen Jack Fleck de play-off won van Ben Hogan.
- In 1962 was hij referee bij de Masters. Op hole 10 had een toeschouwer een beker met ijsblokjes laten vallen. Zij raapte de beker op, maar kort daarna kwam de bal van Gary Player tussen de ijsblokjes terecht. Volgens Grainger waren de ijsblokjes geen natiuurlijke voorwerpen maar door mensen gemaakt, en had Player recht op een vrije drop.

In 1995 stelde de USGA de Isaac B. Grainger Award in voor vrijwilligers die zich 25 jaar voor de USGA hebben ingezet.
Grainger woonde sinds zijn pensionering in 1970 in Wilmington en was lid van verschillende golfclubs:
- Montclair Golf Club, in Montclair, New Jersey (zijn thuisbaan)
- Pine Valley Golf Club in Clementon, New Jersey
- Augusta National Golf Club in Augusta, Georgia
- Royal & Ancient Golf Club of St Andrews, Schotland.

## Bankier
Ike Grainger werkte bij de Chemical Bank en was daar president van 1956-1960. De Chemical Bank is in 1996 samengegaan met Chase Manhattan.
Grainger hield de rest van zijn leven een kantoor en secretaresse aan bij de bank op de 61ste verdieping van Rockefeller Plaza in New York. Hij was nog steeds directeur van de Hartford Fire Insurance Company en Smith Barney Managed Funds en adviseur-directeur van de Union Electric Company of St. Louis toen hij op 104-jarige leeftijd thuis overleed.